# Joseph-Rémi Vallières
Pour les articles homonymes, voir Vallières.
Vous pouvez aider à l'améliorer ou bien discuter des problèmes sur sa page de discussion.
- Il peut contenir un travail inédit ou des déclarations non vérifiées. Vous pouvez l’améliorer en ajoutant des références. (Marqué depuis juillet 2021)

Vous pouvez aider à l'améliorer ou bien discuter des problèmes sur sa page de discussion.
- Il ne cite pas suffisamment ses sources. Vous pouvez indiquer les passages à sourcer avec {{référence nécessaire}} ou {{Référence souhaitée}}, et inclure les références utiles en les liant aux notes de bas de page. (Marqué depuis juillet 2021)
- Certaines informations devraient être mieux reliées aux sources mentionnées dans la bibliographie ou les liens externes. Améliorez sa vérifiabilité en les associant par des références. (Marqué depuis juin 2025)
- Il n’est pas rédigé dans un style encyclopédique. (Marqué depuis juin 2017)

- Archive Wikiwix
- Bing
- Cairn
- DuckDuckGo
- E. Universalis
- Gallica
- Google
- G. Books
- G. News
- G. Scholar
- Persée
- Qwant
- (zh) Baidu
- (ru) Yandex
- (wd) trouver des œuvres sur Wikidata

Joseph-Rémi Vallières, né le 1er octobre 1787 à Carleton et mort le 17 février 1847 à Montréal, est un homme politique, homme d'affaires, juge et officier de milice bas-canadien.

## Biographie
Joseph-Rémi Vallières nait le 1er octobre 1787 à la baie des Chaleurs.
Vers l’âge de 15 ans, il vit dans la région du Haut-Canada. C’est vraisemblablement durant cette période que son père mourut. Sa mère se remariera plus tard avec un dénommé Munday.
Des difficultés ayant éclaté au sein de cette nouvelle famille, le jeune Vallières partit pour le Bas-Canada, n'ayant pas un sou dans sa poche. Il parvint à se rendre à Montréal par terre et par eau. Il trouva dans cette ville un ami de son père, le juge Fouché, qui lui donna les moyens de descendre à Québec, chez une dame Amyot, sa tante.
Il rencontra Joseph-Octave Plessis. Il alla frapper à la porte de sa tante Amyot, et lui annonça qu'il avait laissé sa mère pour venir apprendre son catéchisme et faire sa première communion à Québec. Il fut accueilli avec bonté et sympathie.
Quelques semaines après, le prêtre qui faisait le catéchisme à la cathédrale, disait à Joseph-Octave Plessis qu'il y avait parmi les enfants qui se préparaient à leur première communion, un jeune Vallières dont les réponses étaient étonnantes et beaucoup au-dessus de son âge.
Le dimanche suivant, Plessis faisait venir Vallières à son presbytère et lui posait un grand nombre de questions sur une foule de choses. Il fut étonné de la mémoire, de la perspicacité et de la présence d'esprit de cet enfant, qui avait appris, seul, à lire le français, et citait les auteurs dont il avait lu tel ou tel passage.
Il comprit qu'il avait sous la main un de ces diamants bruts qu'on trouve aussi difficilement au milieu des hommes que parmi les sables de la mer.
Il résolut de façonner, de polir ce diamant, pour en faire un jour la gloire de son pays, et peut-être l'ornement du clergé.
- Aimerais-tu à faire des études? lui dit-il, après un moment de réflexion.
- Ah ! oui, Monseigneur, c'est là toute mon ambition.
- Eh ! bien, si tu veux rester avec moi, je commencerai dès demain à te donner moi-même des leçons de latin.
Vallières courut chez sa tante pour lui annoncer le bonheur qui lui arrivait, et revint, le lendemain, s'installer à l'évêché de Québec et commencer ses études.

Ses progrès furent étonnants. Au bout de dix-huit mois, il savait le latin, écrivait et parlait le français avec élégance et avait la tête remplie de connaissances historiques. Voici comment Plessis rendait compte des succès de son élève dans une lettre qu'il écrivait à un ami, M. Perras :
Je songe sérieusement à envoyer mon Rémi au séminaire, en métaphysique, vers la fin du mois prochain. Cette éducation m'assujettit trop, depuis dix-neuf mois qu'elle est commencée. D'ailleurs ce n'est pas, comme l'on dit, pour le vanter, mais il est capable. Je l'ai exercé depuis quelque temps à la poésie latine et française. Hier, il venait de voir les règles du rondeau ; je lui prescrivis d'en faire un qui eût pour refrain : " En bien dormant. " Peut-être aimeriez-vous voir comment il s'en est tiré. Je vous l'envoie à son insu :
‘‘ En bien dormant sur un méchant grabat, 
Quoique je sois gros comme un moyen rat, 
Ne songeant plus à l'affreuse misère 
Dont on sait bien que je ne manque guère, 
Je me crois presque un riche potentat ; 
Quoi qu'il en soit, 
mon sommeil est ingrat, 
Car en effet je ne profite guère 
En bien dormant. 
Tous les matins on me fait le sabbat, 
Ce qui n'est pas sûrement pour me plaire ; 
Lève-toi, gueux, polisson, scélérat, 
Me dit cent fois ma tante trop sévère. 
Pour mon bonheur, j'endure l'impropère
En bien dormant. ’’
Au début de 1805, Joseph-Rémi Vallières entra au Petit Séminaire de Québec en classe de philosophie.  En février 1807, il entreprend un stage de clerc en droit à Trois-Rivières auprès de Charles Thomas, puis continue à Québec auprès d'Edward Bowen, procureur général intérimaire du Bas-Canada,.
Philippe Aubert de Gaspé, qui a été compagnon de classe de Vallières, raconte, dans ses mémoires, un trait qui n'a pas besoin de commentaires. Vallières fut rencontré, un jour, parlant avec un jeune étranger une langue inconnue. On alla aux informations et on apprit que cet étranger était un jeune Portugais arrivé à Québec depuis vingt-deux jours ; que Vallières ayant fait connaissance avec lui, s'était mis à apprendre le portugais pour converser avec son ami et le distraire. Quinze jours lui avaient suffi pour apprendre et parler convenablement cette langue.
Plessis assista avec bonheur au développement de cette intelligence qu'il avait fait éclore, et savoura les fruits de son œuvre. Il concentra toute l'amitié et l'intérêt dont il pouvait disposer sur cet enfant dont il surveilla et activa les progrès rapides dans les sciences et les lettres. Vallières, de son côté, n'oublia jamais ce qu'il devait à son bienfaiteur, et s'il ne suivit pas toujours ses conseils, il les reçut toujours du moins avec respect et ne manqua jamais l'occasion de témoigner son dévouement et sa reconnaissance à celui qui l'avait tiré de l'obscurité pour l'élever aux plus hautes positions de son pays.
Un refroidissement eut lieu cependant entre Plessis et son protégé, lorsque s'éleva la question du choix d'une carrière. Il n'y a pas de doute que le bon évêque avait caressé l'idée que cet enfant, dont les talents lui inspiraient tant d'admiration et d'espérance, serait un jour une des lumières de l'église du Canada, son successeur peut-être, et le continuateur de ses grandes œuvres.
Il ne put renoncer à ce beau rêve de bonne grâce, et vit avec chagrin la résistance de Vallières qui, mécontent lui aussi, s'évada un jour du collège, avec un ami qui fut plus tard le ftév. M. Dufresne, alla voir sa mère à Toronto et revint s'engager comme commis chez un épicier de la Basse-Ville à Québec. Joseph-Octave Plessis et tous ceux qui l'avaient protégé parurent l'oublier, afin de le faire réfléchir. Peu de temps après, on trouvait Vallières aux Trois-Rivières, étudiant le droit chez M. Thomas, protonotaire de cette ville.
Une maladie violente l'ayant assailli, sa tante Amyot, qui l'aimait toujours, le fait descendre à Québec et lui ouvre la porte de sa maison. Revenu à la santé, il se remit avec ardeur à l'étude de la loi et se prépara à ses examens. Les examens n'étaient pas sévères, à cette époque ; on interrogeait l'aspirant sur des questions qu'on lui avait communiquées d'avance.
Et cependant, Vallières faillit ne pas être admis. Il devint si nerveux pendant son examen, que ses examinateurs furent obligés de le faire sortir un instant, pour lui permettre de recouvrer ses forces et de retrouver ses idées. Il est possible que si cela se fût passé en l'an 1870, Vallières eût été refusé. Quoi qu'il en soit, il fut admis par les examinateurs qui le connaissaient, et conquit en peu de temps une clientèle et une réputation magnifiques. Vers l'année 1820, le district électoral de Champlain l'envoyait siéger à l'Assemblée législative du Bas-Canada.
La vie de Vallières appartient à la tradition plutôt qu'à l'histoire ; il ne reste de lui que le souvenir de ses talents dans la mémoire de ceux qui l'ont connu. Ses contemporains parlent avec enthousiasme de son éloquence, de la sûreté de son jugement et des ressources infinies de son esprit ; ils citent de lui mille et mille bons mots et reparties, mille anecdotes. Ils disent qu'il fut le premier avocat de son temps, que personne ne montra sur le Banc plus de savoir, de perspicacité et d'impartialité, et qu'avec de l'ambition et une manière de vivre moins légère, il eût été au moins l'égal de M. Papineau dans le Parlement.
C'est là, à part quelques jugements tronqués épars dans les dossiers des cours de justice et quelques pièces de poésie légère, tout ce qui nous reste de cet homme remarquable. Élu, jeune, à l'assemblée législative, il se mêla peu aux luttes ardentes de l'époque, il préférait les questions légales aux questions politiques.
Amis et ennemis n'avaient qu'une voix pour reconnaître son mérite, tous cherchaient le secours de ses lumières et de son éloquence.
Le parti anglais tenta plusieurs fois d'opposer Vallières à Papineau, afin de détruire l'influence du grand tribun sur la majorité de la chambre d'assemblée. Mais, malgré son immense talent, Vallières n'avait pas la gravité et l'enthousiasme patriotique nécessaires à cette époque pour supplanter un homme comme M. Papineau. D'ailleurs, un pareil rôle n'était pas en rapport avec ses goûts, son ambition et son caractère. Les soucis et les labeurs politiques auraient dérangé son indépendance et ses plaisirs.
Lorsque M. Papineau fut chargé d'aller déposer aux pieds du roi d'Angleterre les plaintes et les griefs du Bas-Canada, c'est Vallières qui le remplaça dans la présidence de la chambre. 
Le parti anglais voulant profiter de la réputation que le nouveau président s'était faite dans l'accomplissement de ses fonctions ; essaya de le faire réélire contre M. Papineàu ; mais le vote démontra que tous les efforts faits pour diviser les Canadiens-Français seraient inutiles et qu'ils ne voulaient avoir d'autre chef que Papineau.
Les gouverneurs anglais eurent toujours de Vallières la plus haute opinion ; ils admiraient la force de son intelligence et s'amusaient de ses gais propos. Lorsque James Broun-Ramsay résolut de pacifier l'opinion publique, il fit de Vallières son aviseur, son conseiller intime et lui demanda de passer tous les matins à son château pour conférer sur la situation et sur les griefs des Canadiens-Français. Vallières se rendit aux vœux de sa Seigneurie, mais ces entrevues n'eurent pas de résultat pratique. Les sangsues politiques intéressées à l'ordre de choses alors existant, se hâtaient de détruire tout l'effet des bons conseils, des bonnes résolutions.
Une maladie cruelle brisa sa carrière politique et le força d'accepter, en 1828, la place de juge de la cour supérieure aux Trois-Rivières. En 1838, sa conduite indépendante lui attira les colères du gouvernement, qui le destitua. Il avait refusé de reconnaître la légalité de la suspension de Habeas corpus.
Lorsque John George Lambton vint en Canada, en 1839, il le fit remonter sur le Banc. Il disait, dans un rapport qu'il envoya en Angleterre, que le juge Vallières était la plus haute autorité judiciaire du pays. Bagot le nomma juge-en-chef de la Cour du banc du Roi en 1842. Le Bas-Canada sut gré à cet estimable gouverneur de cet acte de déférence envers les Canadiens-Français.
On était fier, à cette époque, de citer le nom de Vallières ; on s'en faisait une arme, un titre de gloire nationale. Comme la plupart des hommes remarquables de cette époque, Vallières joignait aux dons de l'esprit les avantages corporels. Il avait une belle figure étincelante de vie et d'esprit, une physionomie des plus attrayantes. Il avait l'âme de feu et le jugement solide qui font les véritables orateurs, un esprit fin, brillant, prompt comme l'éclair, qui s'épanouissait en gerbes de feu, en fusées étincelantes, une sensibilité et une imagination de poète, une mémoire inépuisable.
Sa conversation était un feu roulant de bons mots, d'anecdotes, de reparties et de plaisanteries que les anciens se répètent encore au coin du feu, tout bas, quelquefois. C'est avec les saillies fines et originales de sa verve qu'il déridait le front sérieux de son illustre bienfaiteur et le forçait de s'éclater de rire au milieu des remontrances les plus sévères. Malheur aussi à ceux qui lui chauffaient la bile ! Il avait des traits sarcastiques qui leur déchiraient la peau comme des flèches barbelées.
Un jour, on montrait au juge Rolland le portrait de Vallières : " C'est beau, dit le savant juge, mais ce n'est pas ressemblant." Peu de temps après le juge Rolland ayant montré à Vallières son portrait qu'il venait de faire prendre chez Hamel : " Ah ! dit Vallières, c'est ressemblant, mais ce n'est pas beau."
L'entendre parler, lorsque le sujet prêtait au déploiement de ses immenses facultés oratoires, était une jouissance dont ses contemporains parlent avec enthousiasme. Archibald Acheson disait qu'après avoir entendu les meilleurs orateurs du parlement anglais et des chambres françaises, il ne craignait pas de dire que Vallières n'était pas inférieur à ces hommes-là.
Dans ses plaidoiries, ses discours politiques et ses jugements, il avait parfois de ces mots heureux, de ces traits magnifiques qui illuminent une question et révèlent l'orateur et le philosophe. Improvisateur remarquable, ses plus belles inspirations lui venaient par hasard, par accident, lorsque, chemin faisant, il rencontrait une idée féconde, un principe à grande portée. Il avait alors des mouvements qui enlevaient son auditoire.
Quelques exemples feront comprendre la puissance de cette éloquence :
la ville de Québec était en élections. On avait fait de grands efforts pour engager Vallières à poser sa candidature, mais rien n'avait pu le décider. Le jour de la nomination arrivé, une foule considérable se rendit à la place publique. En passant devant la demeure de M. Vallières, quelques individus lui lancèrent des paroles injurieuses. Plusieurs personnes étaient précisément occupées, dans le moment, à presser Vallières de se rendre à la nomination ; elles profitèrent de la circonstance pour le stimuler.
Soudain, Vallières ouvre ses fenêtres et fait signe à la foule qu'il voulait parler. Le peuple s'arrête un instant, et consent, en murmurant, à l'écouter. Vallières était en verve : il n'y avait pas vingt minutes qu'il parlait, que la foule émue jusqu'aux larmes et transportée d'enthousiasme, l'enlevait sur ses épaules, le transportait sur l'estrade au milieu des cris de joie et des hourras mille fois répétés, et l'élisait par acclamation.
Monsieur D.-B. Viger fut victime, un jour, de l'effet magnétique et de la facilité de cette éloquence, et on sait qu'il n'oublia jamais ce désagrément.
Il y avait vingt ans que cet homme de bien préparait sa fameuse loi des jurés, dans laquelle il avait les plus grandes espérances. Il se décida, un jour, à la soumettre à la chambre.   Vallières   venait de quitter son siège et s'en allait rencontrer des amis qui l'attendaient. Deux ou trois membres coururent après lui pour lui dire ce qui se passait ; ils savaient que Vallières aimait à taquiner M. Viger. Vallières chercha à s'échapper, mais à la fin il finit par se rendre à leurs désirs et retourna prendre son siège. M. Viger était à expliquer son bill chéri, qui formait vingt ou trente pages.
Vallières n'avait jamais lu ce bill ; il le prend sur le pupitre de M. Viger et se met à le parcourir à la hâte. M. Viger s'était rassis, satisfait de l'impression qu'il avait faite sur la chambre et sûr de son succès. Vallières se lève et se lance à fond de train contre M. Viger et son bill qu'il fait brûler à petit feu au milieu des applaudissements et des rires de la chambre.
Il faut avouer que si le succès fut grand, ie motif n'était pas peut-être des plus louables. Le caprice fut pour beaucoup dans cette chaude opposition au pauvre bill de M. Viger, qui méritait un meilleur sort.
Un autre trait fera ressortir et son talent et son caractère. Lorsqu'il demeurait aux Trois-Rivières, il possédait un terrain où hommes et bêtes pénétraient librement contre ses ordres et sa volonté. Il y plaça, un jour, un gardien terrible, un brave irlandais au bâton redoutable, et lui enjoignit de ne laisser aucun être vivant franchir la limite du terrain en question.
Le digne enfant de la verte Erin prenant les ordres de son maître et de son juge à la lettre, ainsi que tout bon irlandais l'aurait fait en pareille circonstance, faillit assommer le premier individu qui eut le malheur de mettre le bout du pied sur la propriété du savant juge.
On empoigna l'Irlandais et on lui enjoignit de comparaître devant les magistrats des Trois-Rivières pour répondre à une accusation d'assaut et batterie. Le jour du procès arrivé, la bonne petite ville des Trois-Rivières était en émoi et se précipitait dans la salle d'audience. On avait appris que l'honorable juge Vallières lui-même allait plaider la cause de son fidèle Irlandais par-devant les savants magistrats de la dite ville.
En effet, lorsque la cause fut appelée, le juge Vallières comparut pour l'accusé et fit, la preuve faite, son plaidoyer ! Quel plaidoyer ! Pendant une heure et demie il parla pour prouver que les trois ou quatre magistrats siégeant étaient des imbéciles et qu'ils ne savaient ce qu'ils disaient ni ce qu'ils faisaient.
Les auditeurs se tordaient de rire.
Les magistrats le laissèrent parler, et lorsqu'il eut fini, ils le firent arrêter pour mépris de cour et le condamnèrent, sur-le-champ, à une heure de prison ! Les avocats des Trois-Rivières partirent à la suite du juge Vallières et le reconduisirent jusqu'en prison où ils passèrent avec lui une des heures les plus joyeuses de leur vie.
L'affaire finie, on demanda au président de la cour des magistrats pourquoi ils s'étaient laissé fouetter pendant si longtemps sans rien dire ? " J'avais tant de plaisir à l'entendre parler !" répondit-il. Ces magistrats, après tout, ne manquaient pas d'esprit.
Il avait le cœur aussi bon que l'intelligence brillante ; tous ceux qui l'avaient connu lui restaient attachés par les liens de l'amitié, de la reconnaissance et de l'admiration ; il les séduisait autant par les effusions de son cœur que par les charmes de son esprit.
Âme tendre, sensible, impressionnable, il avait des larmes pour toutes les souffrances, toutes les infortunes. L'indigent ne frappait jamais vainement à sa porte ; il donnait tout ce qu'il avait, et lorsqu'il n'avait plus rien il empruntait pour donner. La charité, l'affabilité et la politesse exquise qui le caractérisaient n'étaient pas chez lui le résultat du calcul ou l'inspiration même du devoir ; c'était l'expansion naturelle de son âme, l'effusion nécessaire de son cœur. Le bonheur qu'il poursuivait avec tous les entraînements de sa nature de feu, il le voulait pour les autres, pour l'humanité tout entière.
L'injustice le jetait quelquefois, lorsqu'il siégeait, dans des mouvements de colère terrible ; dans ce temps-là, les coupables auraient voulu rentrer sous terre pour se dérober aux éclairs qui jaillissaient de ses yeux, à la foudre qui sortait de sa bouche. Un instant après, de grosses larmes lui coulaient sur les joues en face d'une grande misère ; et son cœur, emportant sa raison d'assaut, rendait des décisions peu en harmonie avec les rigueurs de la loi.
Un jour, on amena devant lui un pauvre irlandais qui, sous l'empire du découragement, avait volé deux pains pour nourrir ses enfants mourant de faim. Un témoin faisait le tableau de la misère de ce malheureux et racontait les circonstances qui l'avaient poussé au crime. Vallières n'y tenait plus. Il se lève suffoqué par l'émotion et s'adressant à l'accusé, il lui dit : So help me God! Poor man I think I would have done the same thing if I had been in your place. Ce qui veut dire en français : Que Dieu me soit en aide ! Pauvre homme ! Je crois que j'aurais fait la même chose à votre place.
Ce n'était pas légal, mais c'était admirable. La justice doit être aveugle, il est vrai, mais comment lui reprocher d'ouvrir les yeux, lorsque c'est pour pleurer sur la misère humaine. Plût au ciel qu'elle n'eût jamais de faiblesses plus humiliantes !
C'est par une touchante prosopopée que M. de Gaspé couronna ses souvenirs de Vallières.
« Combien de fois, ô mon ami ! ai-je vu couler tes larmes sur les malheurs d'autrui. Des âmes froides t'ont reproché, lorsque tu siégeais sur le Banc judiciaire, de n'écouter souvent que les mouvements de ton cœur sensible ; de t'écarter alors dans tes sentences de la lettre de nos lois. L'hermine dont tu étais revêtu n'en a jamais été souillée ! Elle était aussi pure, aussi blanche lorsque tu te présentas au tribunal de Dieu, précédé des prières de la veuve et de l'orphelin, que le jour où ta souveraine t'en décora aux acclamations de tous tes compatriotes.
Comme tous les hommes au cœur de feu, au sang brûlant, tu n'as pas été exempt de grandes passions pendant ta jeunesse. Mais l'ange de la sensibilité, en inscrivant tes erreurs à la page noire du registre de tes actions, les aura effacées avec tes larmes. Aurais-tu manqué d'avocat au pied du grand tribunal, toi dont la vie a été consacrée à la défense de l'humanité souffrante ! »
Le 17 février 1847 fut un jour de deuil pour tout le Bas-Canada ; l'ange de la mort éteignait la lumière la plus vive qui eût encore brillé sous notre ciel, et brisait le dernier ressort de cette organisation que vingt années de souffrances avaient pu si difficilement détruire.
L'honorable juge Vallières avait épousé en premières noces une demoiselle Champlain, de Québec; devenu veuf après quelques années de mariage, il épousa madame veuve Bird, qui entoura son illustre mari de soins et de dévouement pendant sa longue et cruelle maladie. Madame Bird a vécu aux Trois-Rivières avec son fils, seul héritier du nom de Vallières.

## Généalogie

Registres de l'état civil du Québec.
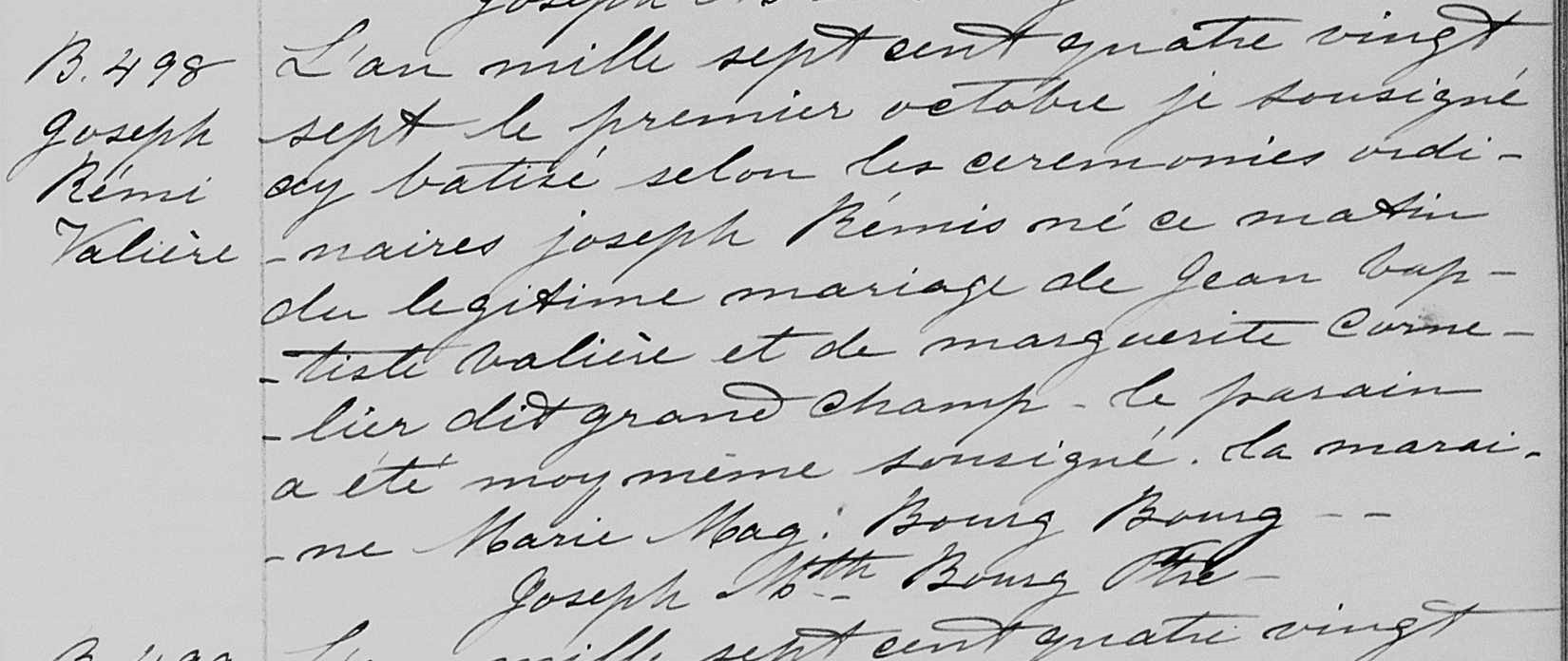
Acte de baptême de Joseph Rémi Valière. 1er septembre 1748. Paroisse Saint-Joseph-de-Carleton de la ville de Carleton.
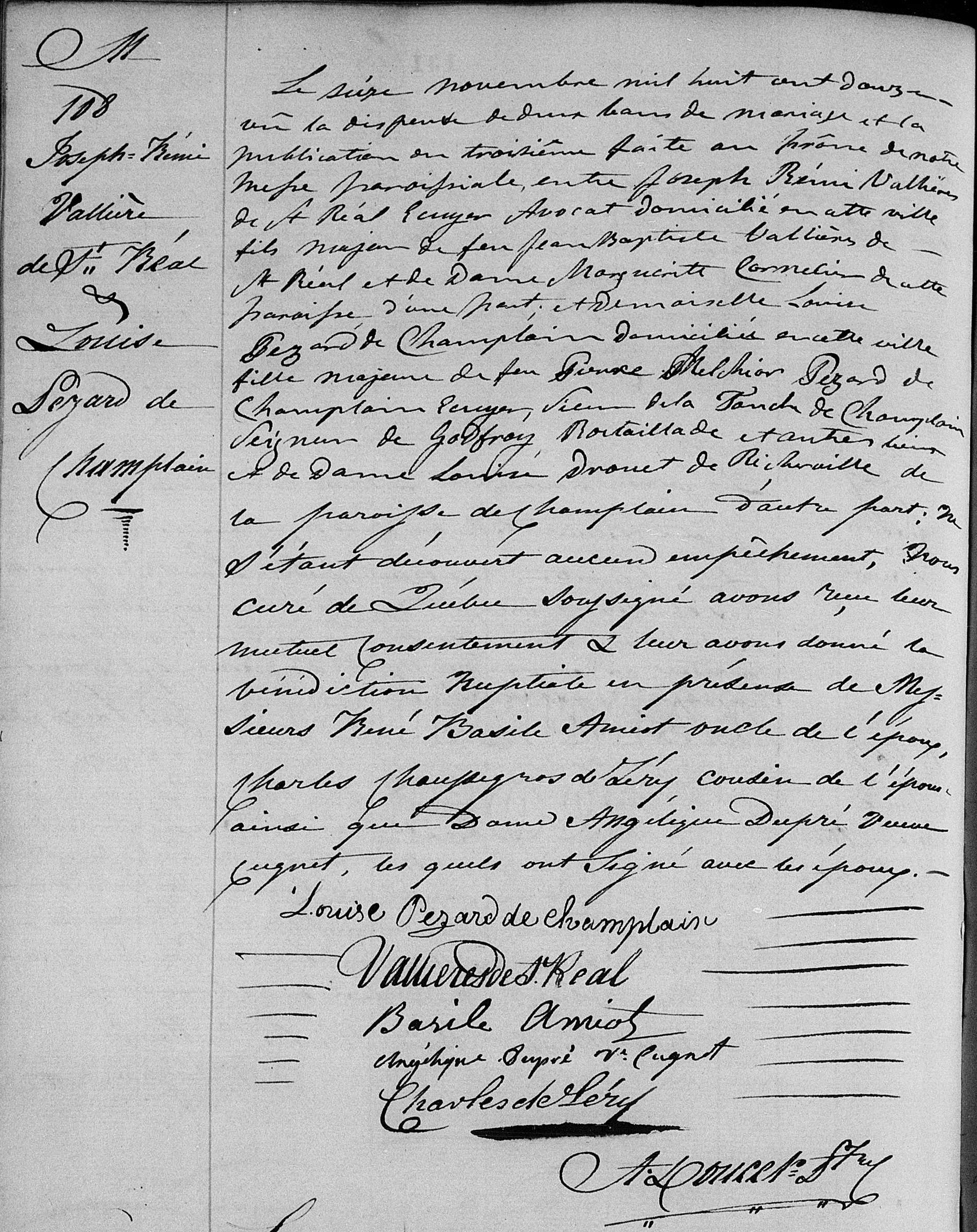
Acte de mariage entre Joseph Rémi Vallière de St-Réal et Louise Pezard de Champlain. 16 novembre 1812. Paroisse Notre-Dame-de-Québec de la ville de Québec.
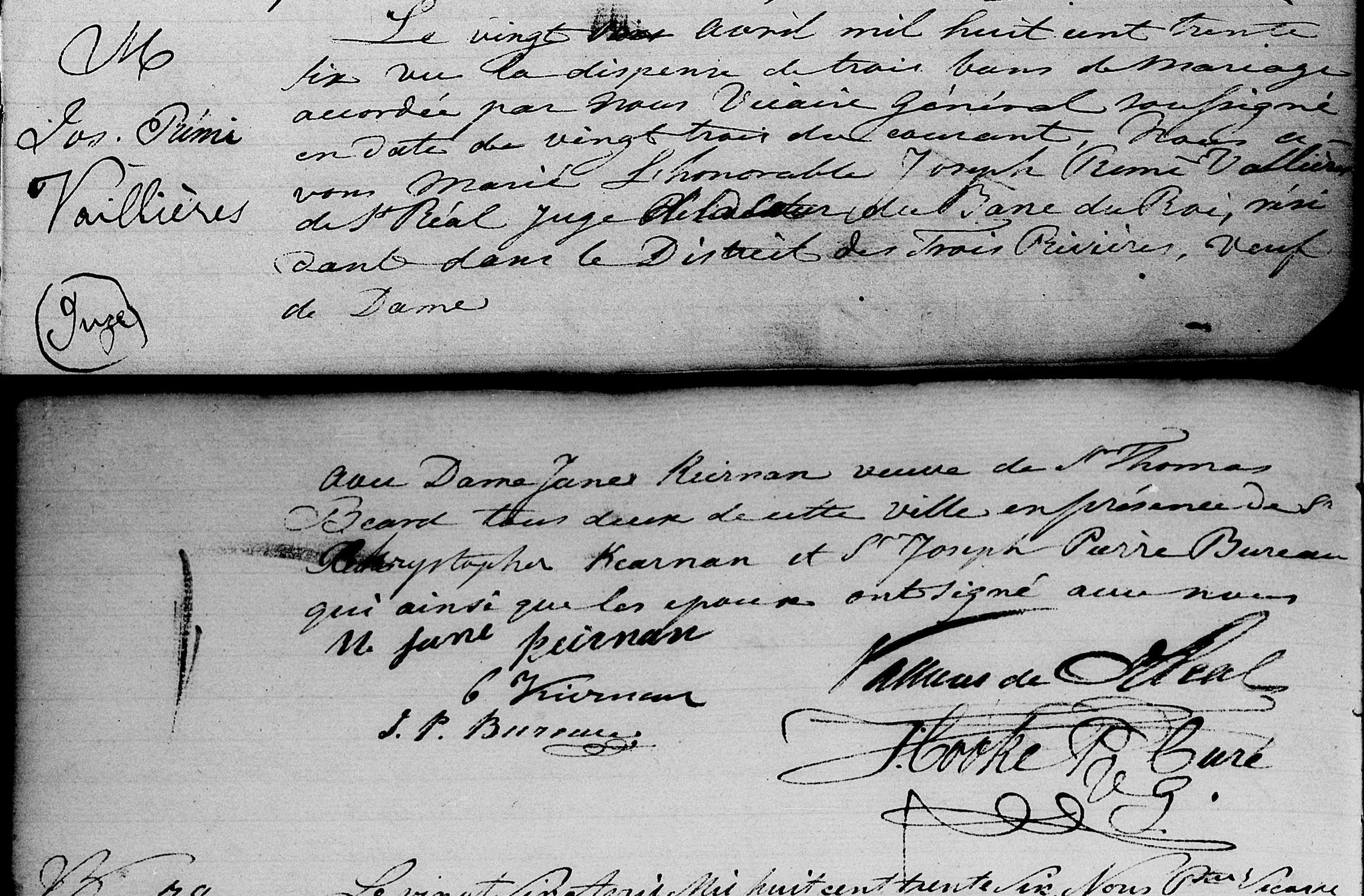
Acte de mariage entre Joseph Rémi Vallières de St-Réal et Jane Kierman. 26 avril 1836. Paroisse de l'Immaculée-Conception de la ville de Trois-Rivières.
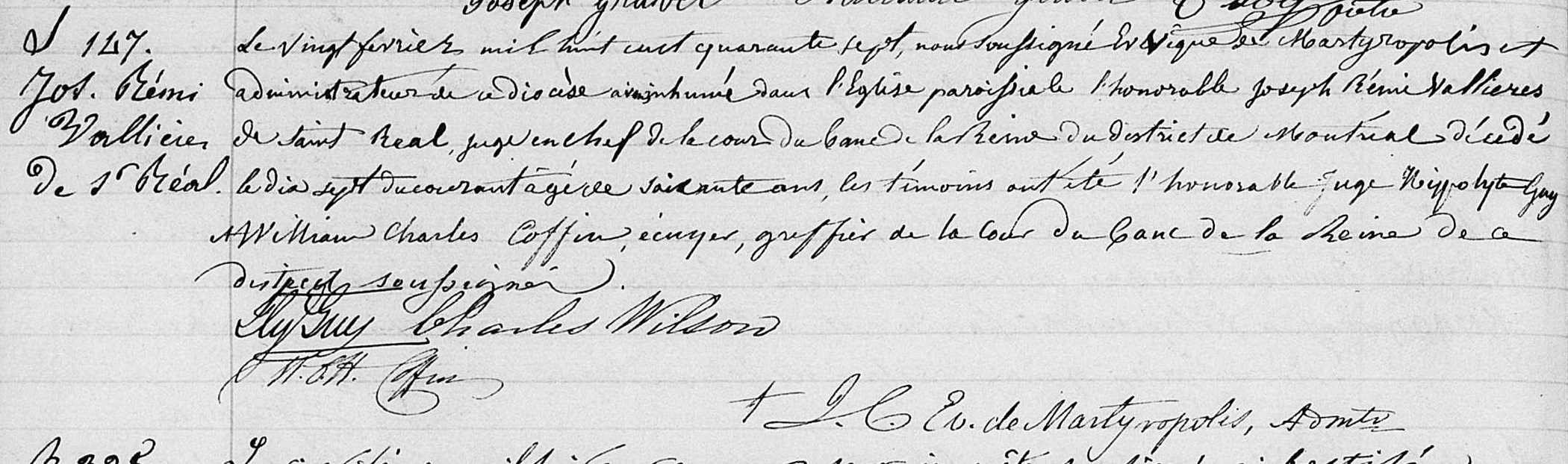
Acte de sépulture de Joseph Rémi Vallières de St-Réal. 20 février 1847. Paroisse Notre-Dame de la ville de Montréal.

## Hommages
- Le mont Vallières-de-Saint-Réal, situé dans les monts Chic-Chocs au Québec, a été nommé en son honneur en 1968, à la suite d’une initiative amorcée dès 1912 par des notables de Carleton[3];
- La rue Saint-Réal, a été nommée en son honneur, en 1858, dans la ville de Québec.